# Microbuthus gardneri
Espèce
Microbuthus gardneri est une espèce de scorpions de la famille des Buthidae.

## Distribution
Cette espèce est endémique d'Oman. Elle se rencontre dans les monts Hajar.

## Description
Le mâle holotype mesure 21,50 mm et la femelle paratype 24,50 mm, les mâles mesurent de 20,5 à 26,0 mm et les femelles de 17,0 à 22,5 mm.

## Étymologie
Cette espèce est nommée en l'honneur d'Andrew S. Gardner.

## Publication originale
- Lowe, 2010 : « New picobuthoid scorpions (Scorpiones: Buthidae) from Oman. » Euscorpius, no 93, p. 1-53 (texte intégral).